# Вонтканингъёхан
Вонтканингъёхан (устар. Вонт-Канын-Ёган) — река в России, протекает по территории Красноселькупского района Ямало-Ненецкого автономного округа. Река начинается в болоте, берега в верхнем и среднем течении заболочены, в низовьях покрыты лесом. Устье реки находится в 211 км по правому берегу реки Поколька на высоте 101 метр над уровнем моря. Длина реки составляет 30 км. Основные притоки — Ай-Вонтъихол, впадающий в 11 километрах от устья по левому берегу, и река Малый Вонтканингъёхан, впадающая справа.

## Данные водного реестра
По данным государственного водного реестра России относится к Нижнеобскому бассейновому округу, водохозяйственный участок реки — Таз. Речной бассейн реки — Таз.
Код объекта в государственном водном реестре — 15050000112115300064300.